# Кольб, Георг Фридрих
Георг Фридрих Кольб (нем. Georg Friedrich Kolb; 14 сентября 1808, Шпайер — 15 мая 1884, Мюнхен) — статистик, публицист и демократический политический деятель.
В качестве бургомистра города Шпайера был в 1848 году членом германского парламента, в следующем году сложил с себя эту должность и начал издание «Neue Speierer Zeitung», которое в 1858 было запрещено. До 1860 года жил в Швейцарии, позже принимал участие в издании «Frankfurter Zeitung». С 1863 года член баварской палаты депутатов, где проводил федерально-демократические идеи и оказывал сопротивление объединительным стремлениям Германии. Кольб был также членом Zollparlament’a; в 1872 он оставил политическое поприще.

## Труды
- «Handbuch der vergleichenden Statistik» (8-е изд. Лейпциг, 1879; Suppl., 1883.
  - Кольб Г. Ф. Руководство к сравнительной статистике / Пер. и доп. под ред. [и с предисл.] А. Корсака. — СПб., 1862. — Т. I, II.
- «Geschichte der Menschheit und der Kultur» (1842)
- «Kulturgeschichte der Menschheit» (Лейпциг, 1872—1873).
  - Кольб Г. Ф. История человеческой культуры / Пер. под ред. А. А. Рейнгольдта. — Киев, 1897. — Т. I, II.